# Necoclí
Necoclí ist eine Gemeinde (municipio) im Departamento Antioquia im Norden Kolumbiens. 

## Geographie
Necoclí liegt im Norden von Antioquia in der Subregion Urabá am Golf von Urabá, der zum Karibischen Meer gehört, 382 km von Medellín entfernt, auf einer Höhe von 8 m ü. NN. Die Gemeinde grenzt im Norden an San Juan de Urabá und die Karibik, im Süden an Turbo, im Osten an Arboletes und Turbo und im Westen an die Karibik.

## Bevölkerung
Die gesamte Gemeinde Necoclí hat 45.503 Einwohner, von denen 13.709 im städtischen (cabecera municipal) und 31.794  im ländlichen Teil der Gemeinde leben (Stand: 2022). In Necoclí leben Angehörige der indigenen Ethnie der Tule.

## Geschichte
Auf dem Gebiet des heutigen Necoclí lebten bei der Ankunft der Spanier indigene Völker der Gruppe der Kariben. Die ersten spanischen Konquistadoren die an der Küste des Golfes von Urabá landeten, waren Rodrigo de Bastidas und Juan de la Cosa um 1501, die jedoch nur auf der Suche nach Gold und Sklaven waren. Alonso de Ojeda gründete 1509 die erste Siedlung unter dem Namen Fuerte de San Sebastián de Urabá, die jedoch nur bis 1510 Bestand hatte. Die nächste spanische Siedlung auf dem Gebiet der heutigen Gemeinde wurde 1535 unter dem Namen San Sebastián de Buenavista von Pedro de Heredia gegründet, die bis 1550 Bestand hatte. Während der Kolonialzeit blieben alle weiteren Versuche der Eroberung und Missionierung erfolglos. Erst im 19. Jahrhundert wurde die Region erneut von nicht indigenen Menschen besiedelt. 1960 hatte der Ort 1120 Einwohner. Die Besiedlung intensivierte sich mit der Fertigstellung einer Straße 1973. Seit 1978 hat Necoclí den Status einer Gemeinde. Das Wachstum wurde von 1987 bis 1995 durch Guerrilla-Aktivitäten im Rahmen des bewaffneten Konflikts unterbrochen.

## Wirtschaft
Der wichtigste Wirtschaftszweig von Necoclí ist die Landwirtschaft, insbesondere der Anbau von Bananen, Mais und Maniok. Zudem spielen Tourismus, Rinderproduktion und Fischerei eine wichtige Rolle.

## Söhne und Töchter der Stadt
- Neco Martínez (* 1982), Fußballspieler
- Juan Cuadrado (* 1988), Fußballspieler
- Jackson Valencia (* 1993), Fußballspieler